# Эванс, Андреа
Андреа́ Линн Э́ванс-Родри́гес (англ. Andrea Lynn Evans-Rodriguez; 18 июня 1957, Орора, Иллинойс — 9 июля 2023, Пасадина, Калифорния) — американская актриса.

## Биография
Андреа Линн Эванс родилась 18 июня 1957 года в Ороре (штат Иллинойс, США). Училась в Иллинойсском университете в Урбане-Шампейне.
Андреа дебютировала в кино в 1978 году, сыграв роль Фэй Моррисон Уилер в эпизоде «Часть 3: Город» мини-сериала «Пробуждение земли». В 1978—2011 года Эванс играла роль Тины Лорд в мыльной опере «Одна жизнь, чтобы жить», за которую она получила номинацию на премии «Молодой актёр» (1981), три номинации на премию «Дайджест мыльных опер» (2 в 1986, 1988) и номинацию на дневную премию «Эмми» (1988).
В 1981—1983 года Андреа была замужем за актёром Уэйном Мэсси (род. 1947). С 10 января 1998 года Эванс замужем во второй раз за адвокатом Стивеном Родригесом (род. 1950), с которым она встречалась три года до их свадьбы. У супругов есть приёмная дочь — Кайли Линн Родригес (род. 09.05.2004).
Скончалась 9 июля 2023 года на 67-м году жизни.